# Friedrich Raps (Fotograf)
Friedrich August Raps (* um 1822 in München; † 28. August 1876 in Köln) war ein deutscher Kunstmaler und Fotograf, der in Köln ein Foto-Atelier unter dem Namen „S. Sallinger & Cie“ betrieb.

## Familie

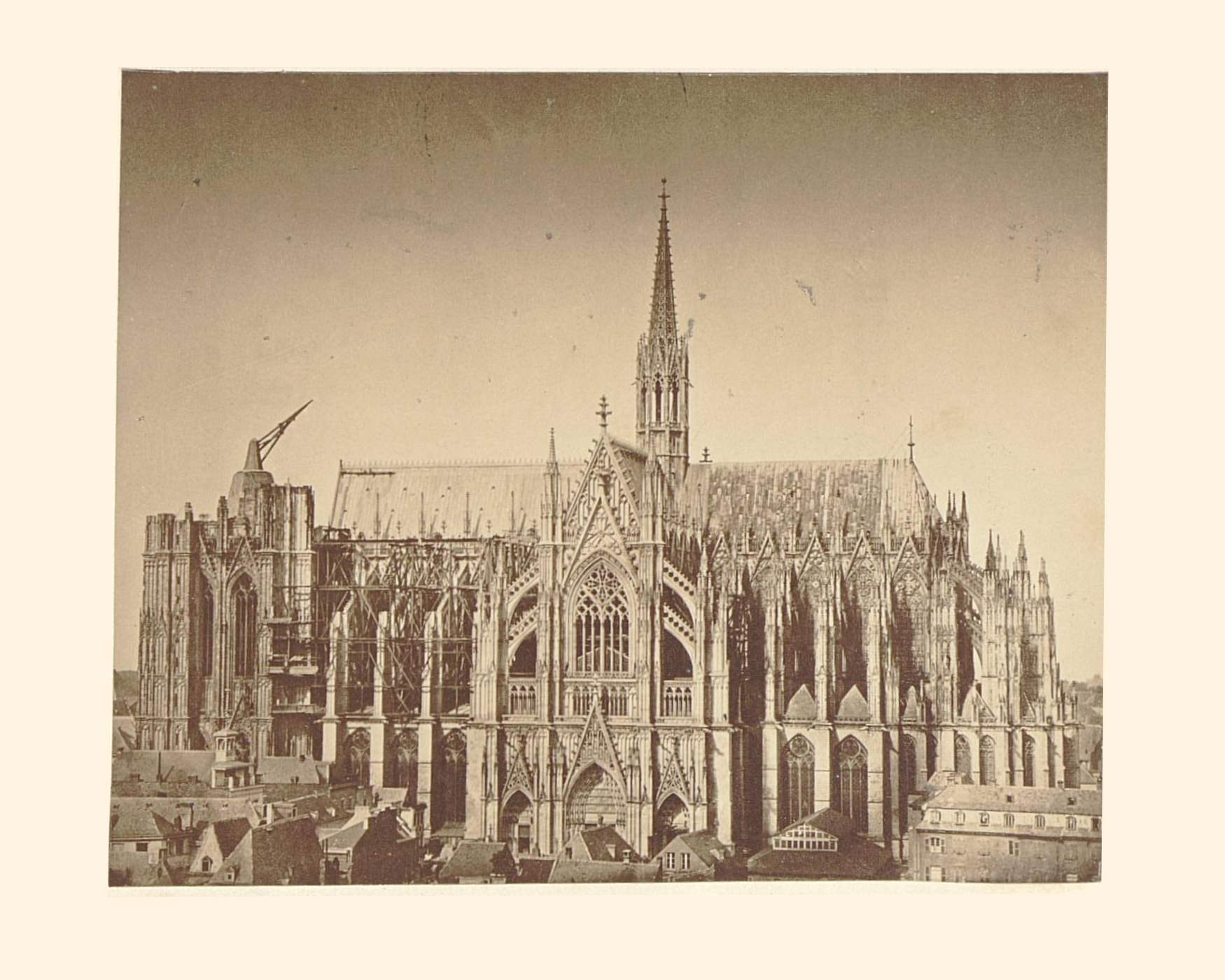
Foto vom Kölner Dom um 1863 mit dem schon vom Mittelalter bekannten Kran. Aufnahme des Photographischen Ateliers von Friedrich Raps, seine Foto-Firma war „S. Sallinger & Cie“. Das Foto war Teil einer Werbeanzeige von Raps.

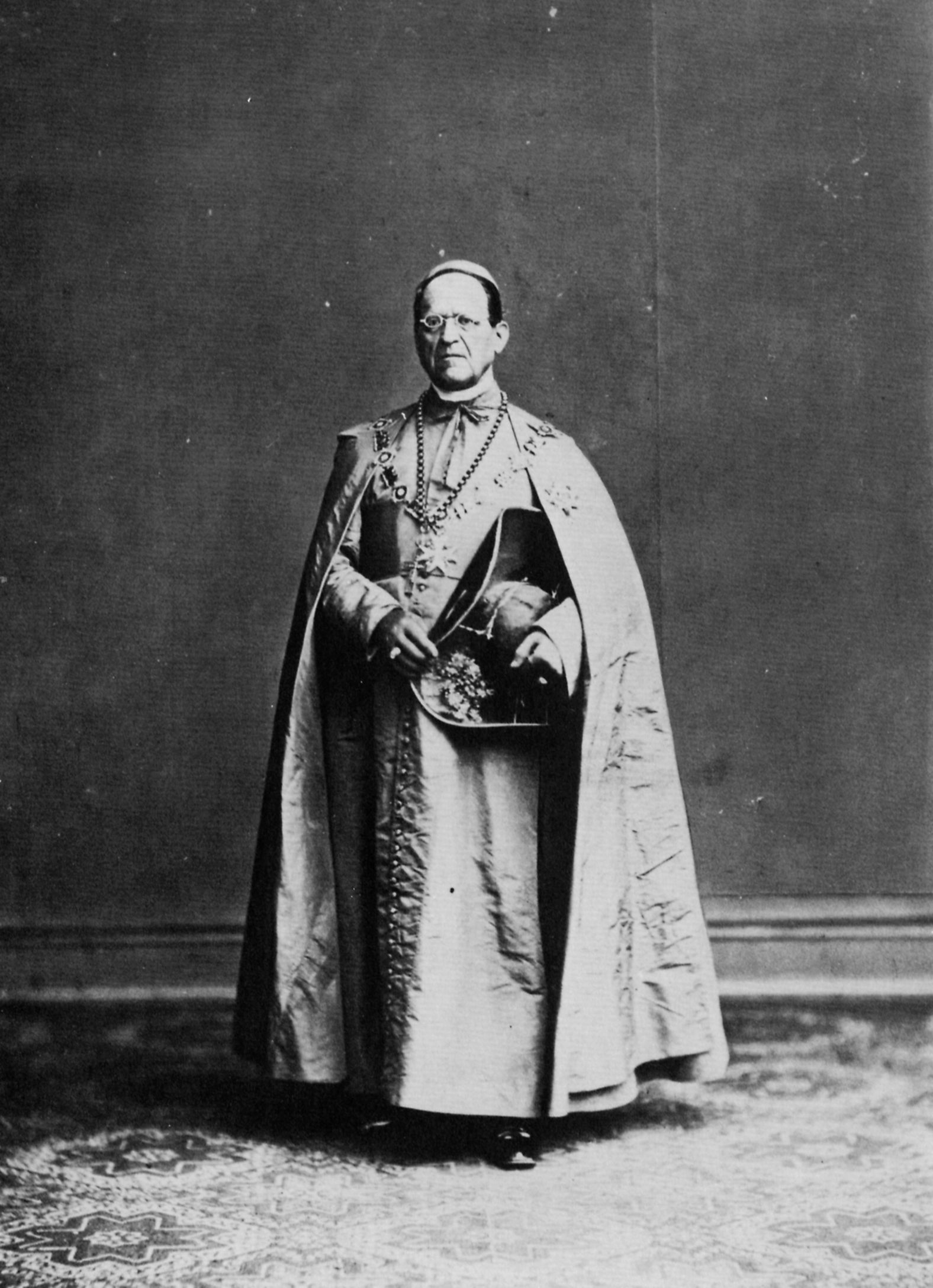
Ein Foto, gemacht von Friedrich Raps, es zeigt Johannes von Geissel, Kardinal, Erzbischof von Köln um 1864

Friedrich Raps stammte aus der in München lebenden Familie des Portiers Johann Georg Raps und Anna Raps geb. Greimel. Ab 1855 wohnte er in Köln. 1863 heiratete Raps die 17 Jahre jüngere, im holländischen Kerkrade geborene Kaufmannstochter Catharina Baumann (1839–1901). Der Sohn August Raps wurde am 23. Januar 1865 in Köln geboren. Dieser stieg als Physiker in Berlin zum Vorstandsmitglied von Siemens & Halske auf und war Erfinder der nach ihm benannten Quecksilber-Expansionsluftpumpe. Zur Familie gehörte auch Georg Raps, Fabrikant in Stolberg bei Aachen.

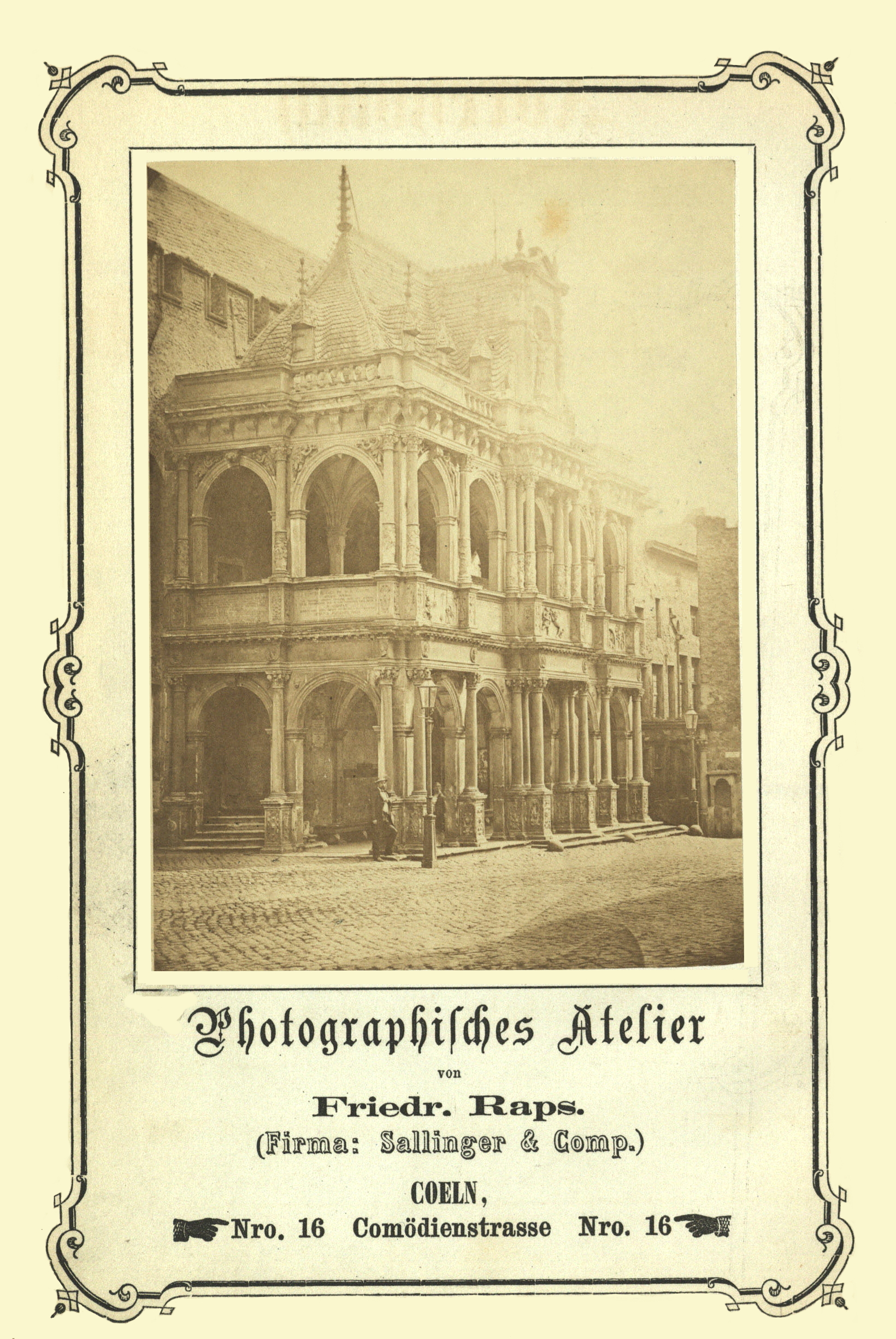
Werbeanzeige vom Fotografen Friedrich Raps im Adressbuch Köln 1866, seine Foto-Firma heißt im Handelsregister „S. Sallinger & Cie“

## Leben
Friedrich Raps kam zusammen mit Simpert Sallinger aus München. Beide Kunstmaler wohnten zunächst in der Kölner Martinistr. 5.
Raps hatte sich in München am 4. November 1839 für das Fach „Zeichnen“ immatrikuliert. Simpert Sallinger, geboren um 1822, war ebenfalls auf der Kunstakademie in München, seit dem 20. Dezember 1838 im Fach Malerei, sein Vater war von Beruf „Käskäufler“. Sallinger tauchte bis circa 1858 immer wieder in den Jahresberichten des Münchener Kunstvereins auf, entweder in den Mitgliederlisten oder in den Tabellen zu den jährlich verlosten Kunstwerken.
Raps, Sallinger und ein dritter Fotograf namens Finkenberg bekamen zeitgleich am 21. Dezember 1855 vom Kölner Gemeinderat die Erlaubnis, sich als Fotografen niederzulassen. Die Münchener eröffneten in Köln ein „Artistisch-Photographisches Atelier“, in dem Ölbilder und Fotografie zusammen angeboten wurden: Nach der Aufnahme im Studio diente das Foto als Vorlage für ein Ölbild im selben Atelier.
Bereits im April 1857 suchte man für das Foto-Atelier per Annonce „mehrere geuebte Retoucheurs“. Der Umzug zu einer neuen Adresse Hof Nr. 9/11/13 erfolgte im August 1857. Salinger, Namensgeber von „Sallinger & Comp.“, starb kurze Zeit später mit nur 35 Jahren am 14. Februar 1858 in Köln.
Raps betrieb das Fotoatelier allein weiter. Die Firma hieß weiterhin „S. Sallinger & Comp.“, nun mit dem Zusatz „F. Raps“. Zum Beispiel bei der Anzeige, die zum 8. August 1860 den Umzug in die Comödienstraße Nr. 16 vermerkt.
Öffentliches Lob für die Arbeit von Friedrich Raps gab es bereits vorher:

„In unserem Köln ist in Beziehung der photographischen Leistungen viel Anerkennungswerthes geschehen; aber erst seit kurzer Zeit sehen wir Lichtbilder aus dem Atelier der Herren Sallinger u. Comp. ausgestellt, welche den vollkommensten Leistungen anderer Städte, die ich zu sehen Gelegenheit hatte, würdig zur Seite gestellt zu werden verdienen, ein Anerkenntniß, welches ich um so lieber jetzt wieder öffentlich verkünde, als dasselbe mit dem früher von mir in diesem Blatte abgegebenen Urtheil in vollem Einklange steht. Es ist mir indessen auch von dem intelligenten Maler, dem Herrn F. Raps, dem jetzigen Besitzer dieses Ateliers, gestattet worden, von allen die Anfertigung betreffenden Mitteln genaue Kenntniß zu nehmen, um so mein Urtheil auf sicherere Basis zu stellen.“

In der neuen Kölner Adresse verkaufte Raps zusätzlich Fotografie-Ausrüstung. Er hatte laut Werbeanzeige „ein reichhaltig assortirtes Lager von photographischen Apparaten“, zudem mit „ausgezeichneten Objectiven zur Aufnahme von Portraits und Landschaft“.
Seine eigene Foto-Firma gründete Raps, amtlich-formell zumindest, erst im Mai 1862. Sie hieß „S. Sallinger & Cie“, als Fortführung der Unternehmung „S. Sallinger & Comp.“. Der Fotograf Friedrich Raps war nun seit dem 27. Mai 1862 laut Handelsregister „Inhaber einer Handlung in photographischen Gegenständen in Köln“.
Raps fotografierte immer wieder bedeutende Persönlichkeiten wie beispielsweise den Prinzen Karl von Bayern und erhielt nach der persönlichen Überreichung der Fotos 1864 eine wertvolle Brustnadel von dem Adeligen zugesandt. Im August 1865 erhielt er einen offiziellen Auftrag der Stadt Köln, Kunstwerke aus dem Museum abzufotografieren.
1865 gab es eine positive Besprechung zu dem F.-Raps-Bildnis von Kardinal und Erzbischof von Geissel und zur Arbeitsweise des Ateliers. Raps stellte damals Bilder zusätzlich auf der Kölner Hochstraße aus.

„An dem von der Firma S. Sallinger u. Comp. (Fr. Raps) benutzten Schaufenster, Hochstraße 139 E, ist seit einigen Tagen ein in Oel gemaltes etwas über Lebensgröße gehaltenes Brustbild unseres verewigten Cardinals und Erzbischofs Johannes v. Geisel ausgestellt, welches in Bezug auf sprechende Aehnlichkeit, richtige Auffassung und brillante Technik zu den besten seines Genre's gehört. Bei der Herstellung dieses Portraits wirkten zwei Kunstzweige,
die Photographie und die Malerei in gelungener Vereinigung und ermöglichten es, daß der ganze Mensch, sein körperliches und geistiges Dasein, den getreuesten Ausdruck fand. […] Hier in Köln hat man den Uebergang aus dem handwerksmäßigen in den künstlerischen Betrieb der Photographie genau beobachten können. Dem Rapsschen Atelier gebührt in diesem erfreulichen Uebergange unzweifelbaft das Hauptverdienst. Herr Raps scheint überhaupt keinen Fortschritt in seinem Fache unbenutzt zu lassen, um seinem Etablissement den Ruf, den es als eines der hervorragendsten in Deutschland genießt, zu wahren.“

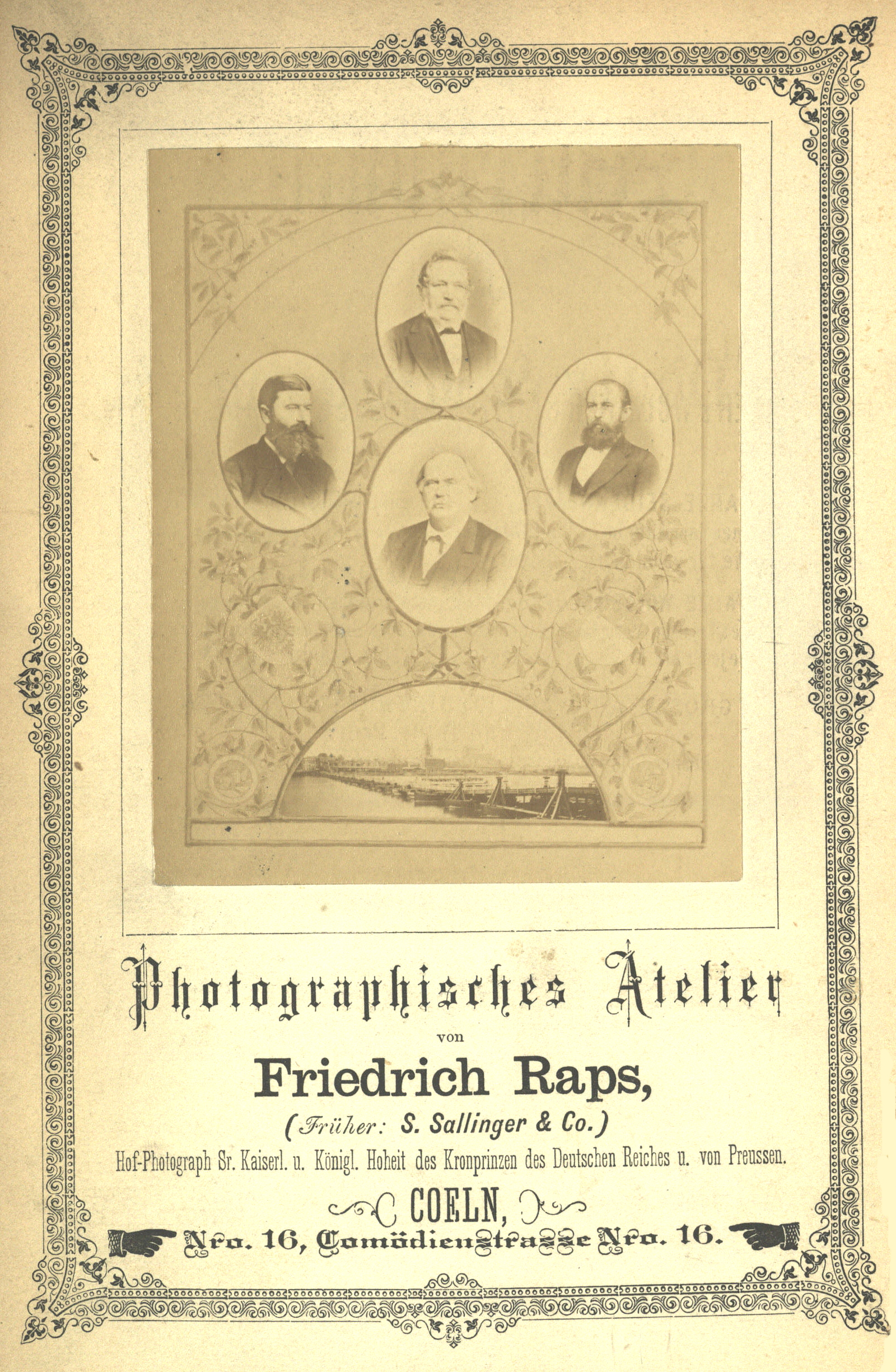
Anzeige der seit 1872 so heißenden Fotofirma „F. Raps, früher S. Sallinger & Cie.“, die Raps allerdings ebenfalls im Jahr 1872 unter diesem neuen Namen an Carl und Jacob Baumann überschrieben hatte.

Am 5. Januar 1872 kam es zu einer Umfirmierung unter dem neuen Namen „F. Raps, früher S. Sallinger & Cie.“ Zwei Tage später wurde das Foto-Unternehmen von Jacob und Carl Baumann (aus der Familie der Ehefrau von F. Raps) übernommen. Als Jacob Baumann verstarb, machte Carl Baumann als alleiniger Inhaber mit der Foto-Firma samt Atelier weiter, formell seit dem 20. Juni 1874.
Friedrich Raps starb am 28. August 1876 in Köln. Er war bei seinem Tod 54 Jahre alt, galt offiziell als Rentner und hatte laut Todesanzeige ein längeres Leiden hinter sich. Seine 1872 weiterverkaufte Foto-Firma gab es noch bis Herbst 1883.
Die Fotos von Friedrich Raps bzw. von dem Foto-Unternehmen und -Atelier „S. Sallinger & Cie“ (bzw. „& Comp.“ bzw. „& Co.“) sind heute in verschiedenen fotografischen Sammlungen zu finden, u. a. das Kölner Museum Ludwig, das Rijksmuseum Amsterdam, das Deutsche Historische Museum Berlin, „Het Nieuwe Instituut voor architectuur, design en e-cultuur“ in Rotterdam oder das Kölnische Stadtmuseum.

## Fotos (Auswahl)
- Adreßbuch für Köln, Deutz und Mülheim a. Rh. sowie der Umgebung Köln’s, 9. Jahrgang 1863. Herausgegeben von E. Kluge. Verlag von Wilh. Greven. Werbeseite Photographisches Atelier, Friedr. Raps, mit Foto des Kölner Doms, ganz vorne im Buch, noch vor der Titelseite.
- Adreßbuch für Köln, Deutz und Mülheim a. Rh. sowie der Umgebung Köln’s, 12. Jahrgang 1866. Herausgegeben von Wilhelm Greven. Werbeseite Photographisches Atelier, Friedr. Raps, mit Foto des Alten Rathauses von Köln, ganz vorne im Buch, noch vor der Titelseite.
- Bonner Heimat- und Geschichtsverein, Stadtarchiv Bonn, Bonner Geschichtsblätter, Jahrbuch des Bonner Heimat- und Geschichtsvereins, ISSN 0068-0052, volume 68 (2018), Seite 156. Foto von Hermann Eduard Maertens in Köln, von circa 1860.
- Collection Neven, Catalogue de tableaux des écoles anciennes, flamande, hollandaise, allemande et française, porcelaines, meubles anciens, bronzes, argenteries, formant la précieuse collection de feu Mr. Mathieu Neven a Cologne (RP-F-2001-7-1716). In dem Katalog anlässlich einer Versteigerung finden sich etliche Gemälde, alle für den Katalog abfotografiert von Friedrich Raps. Diese Versteigerung war in Köln, 17. März 1879 bis 22. März 1879. Online ist der Katalog anzuschauen bei archive.org, abgerufen am 10. November 2024.
- Cuypers-Archief, im „Het Nieuwe Instituut voor architectuur, design en e-cultuur“, hier das Archiv vom „Bureau Cuypers“ (Cuypers, P.J.H., J.Th.J. & P.J.J.M), darin sind u. a. 19 Raps-Fotos von spätmittelalterlichen Altaransichten aus Kölner Museen. Siehe ein Gesamt-Bestand-Verzeichnis des Cupyers-Archivs als PDF, Seite 150, abgerufen am 9. November 2024. Online sind die Bilder anzuschauen bei nieuweinstituut.nl, abgerufen am 9. November 2024.
- Deutsches Bergbau-Museum, das Foto befindet sich im Montanhistorischen Dokumentationszentrum (montan.dok) Bochum, Friedrich Freiherr von Diergardt, * 25. März 1795 in Moers, + 3. Mai 1869 in Morsbroich, ein rheinischer Industrieller und Seidenfabrikant, Kommerzienrat, Viersener Unternehmer, Mitglied des Preußischen Landtages. Bildformat 80 mm × 49 mm. Online ist das Foto anzuschauen bei digiporta.net, abgerufen am 11. November 2024.
- Freilichtmuseum Roscheider Hof, ein Museum der Alltagskultur, drei Portrait-Fotografien, gemacht von Raps, digitalisiert im Internet im rlp.museum-digital.de und online anzuschauen unter Stehende Dame und Sich an den Tisch lehnender Herr sowie Sitzportrait einer Dame, abgerufen am 9. November 2024.
- Kölnisches Stadtmuseum, Adolf Kolping, Visitkartenfoto von Friedrich Raps, 10,3 × 5,9 cm, Kölnisches Stadtmuseum – Graphische Sammlung. Online ist das Foto anzuschauen bei museenkoeln.de, abgerufen am 11. November 2024.
- Krupp, Margarethe, Fotografien „Erinnerungen an Alfred und Bertha Krupp“, zusammengestellt von Margarethe Krupp in den frühen 1890er Jahren (Fotoalbum, 33 Seiten, 93 Fotografien, 33 × 41 × 5 cm geschlossen). Einer der Fotografen ist Friedrich Raps. Siehe in: Historisches Archiv Krupp, FAH 2 / Alfred Krupp (1812–1887) und seine Frau Bertha, geb. Eichhoff (1831–1888), Nr. FAH 2/FAH 2 D 66.
- Landesmuseum Koblenz, Frauenportrait um 1865, Gruppenbild um 1865 und 9 verkleinerte Damenbildnisse (jeweils „carte de visite“), alle 11 Fotos sind abgedruckt auf den Seiten 72, 73, 77. In: Landesmuseum Koblenz (Hrsg.), Bilder machen Leute. Die Inszenierung des Menschen in der Fotografie. Ostfildern 2008.
- Museum Ludwig, Köln, Portrait des Bischofs von Geissel, Albuminpapier auf Karton, 34,2 × 24,4 cm (Bild), 43,2 × 28,3 cm (Blatt), Passepartoutformat: A-Format (hoch). – Museum Ludwig, Sammlung Fotografie, Inv.-Nr. FH 03204, Ankauf 2005.
- Rijksmuseum Amsterdam (auf Deutsch: Reichsmuseum), Portrait eines Mannes, Teil vom Fotoalbum von Loty und Willem van Braam mit 96 Fotos (RP-F-F00663). Online ist das Foto anzuschauen bei rijksmuseum.nl, abgerufen am 9. November 2024.
- Schweißinger, Georg, Holzschnitt von Wolfgang Müller von Königswinter, nach einem Foto, welches Friedrich Raps machte. Abgedruckt in „Über Land und Meer.“, No. 40, Untertitel: Allgemeine Illustrirte Zeitung, hrsg. von F. W. Hackländer, fünfter Jahrgang, zehnter Band, Juli 1863, Verlag Eduard Hallberger, Stuttgart.